# Ramales de la Victoria
Ramales de la Victoria ist eine Gemeinde in der spanischen Autonomen Region Kantabrien. Sie wird vom Fluss Asón und seinen beiden Nebenflüssen, dem Gandera und dem Carranza, durchzogen, die das Gebiet mit engen und tiefen Tälern kennzeichnen. Das Asón-Tal war und ist der Ort der Kommunikationswege zwischen der Meseta und dem Kantabrischen Gebirge sowie zwischen dem wichtigen Hafen von Laredo und Burgos. Die Gemeinde besteht aus den zwei Hauptsiedlungen Gibaja und Ramales de la Victoria.

## Orte
- Gibaja
- Ramales de la Victoria (Hauptstadt)

## Bevölkerungsentwicklung
| 1842 | 1900 | 1950 | 1981 | 1991 | 2001 | 2011 |
| ---- | ---- | ---- | ---- | ---- | ---- | ---- |
| 805  | 1977 | 2689 | 2443 | 2490 | 2248 | 2753 |